# Стара Князівка
Стара Князівка (біл. вёска Старая Князеўка) — село в складі Березинського району Мінської області, Білорусь. Село підпорядковане Ушанській сільській раді, розташоване в східній частині області.